# رنچیتوس لاس لوماس، تگزاس
رنچیتوس لاس لوماس (به انگلیسی: Ranchitos Las Lomas) یک منطقهٔ مسکونی در ایالات متحده آمریکا است که در شهرستان وب، تگزاس واقع شده‌است. رنچیتوس لاس لوماس ۲۶۶ نفر جمعیت دارد و ۱۸۴ متر بالاتر از سطح دریا واقع شده‌است.